# Гачешко Село
45°18′ пн. ш. 15°25′ сх. д. / 45.30° пн. ш. 15.41° сх. д.
Гачешко Село (хорв. Gaćeško Selo) — населений пункт у Хорватії, у Карловацькій жупанії у складі громади Барилович.

## Населення
Населення за даними перепису 2011 року становило 6 осіб.
Динаміка чисельності населення поселення: